# 基線道 (渥太華)

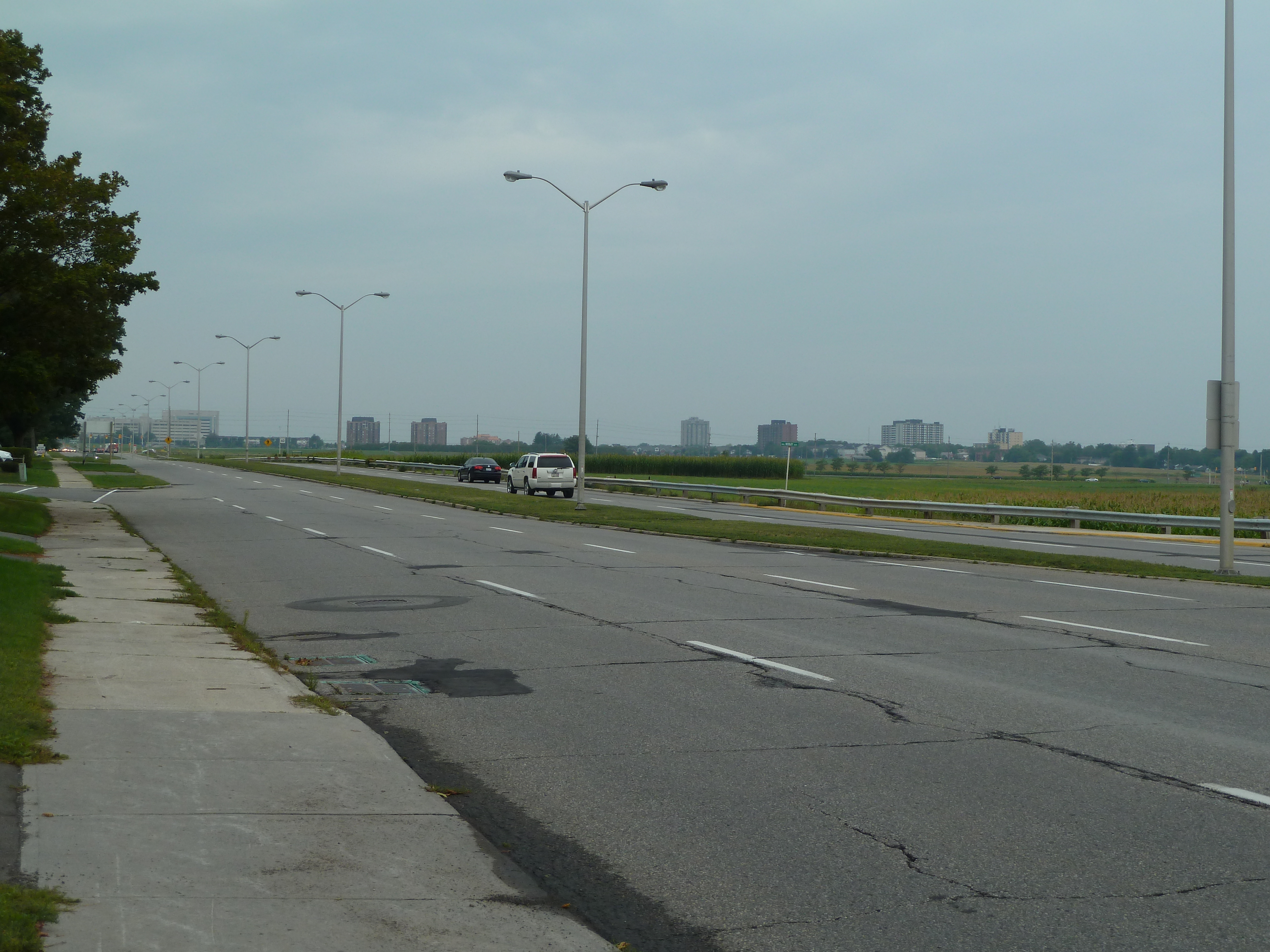
威爾斯親王徑西望基線道

基線道（英語：Baseline Road；渥太華16號市道）是加拿大安大略省渥太華的一條道路，西起列治文道，向東直線延伸，止於希倫道橋，延續為希倫道。2001年渥太華市合併前，該道路為渥太華與並尼平的分界線。
基線道的地標有女皇道卡爾頓醫院、男童軍博物館、亞崗昆學院及中央實驗農場。
基線道介乎納瓦荷徑（Navaho Drive）與威爾斯親王徑之間的路段將設置巴士專線，以減緩該路段（渥太華公車局88號巴士路線）的交通繁忙。

## 主要路口
- 36號市道（列治文道／羅拔臣道）及416號省道南
- 松柏景道
- 谷泉徑（Valley Stream Drive）及莊修打蘭徑（John Sutherland Drive；通往女皇道卡爾頓醫院（英语：Queensway Carleton Hospital））
- 沙堡徑（Sandcastle Drive）
- 蒙特萊徑（Monterey Drive）
- 摩利臣路（Morrison Avenue）
- 古斯里街（Guthrie Street）
- 綠岸道（Greenbank Road）
- 中心點徑（Centrepointe Drive）及科布登道（Cobden Road）
- 中心點徑（Centrepointe Drive）及高門道（Highgate Road）
- 胡道輝路
- 納瓦荷徑（Navaho Drive）
- 佳德路（Clyde Avenue）
- 瑪利谷道（英语：Merivale Road (Ottawa)）
- 費沙路（Fisher Avenue）
- 威爾斯親王徑（向東延續為希倫道（英语：Heron Road (Ottawa)））

## 外部連結
- Google Maps: Baseline Rd （页面存档备份，存于）